# Bruguera I
Bruguera I és un jaciment arqueològic als municipis de Cassà de la Selva i Llagostera (Gironès), inclòs a l'Inventari del Patrimoni Arqueològic i Paleontològic de Catalunya.
El jaciment es troba als camps de conreu en la zona de la Bruguera Alta, en un petit turó a prop del Torrent Verneda, des d'on es dominen les planes de Cassà i Llagostera.
Va ser descobert i prospectat per Josep Planella, membre del Museu Arqueològic de Llagostera. S'hi han recollit 149 peces lítiques, moltes d'elles fortament patinades. Predomina com a matèria primera el sílex. S'han reconegut tipològicament 45 tipus primaris distribuïts en 40 útils, entre els quals destaquen:
- 2 raspadors carenats de morro ogival.
- 19 burins, la majoria amb retoc de parada (indicador cronològic típic de l'aurinyacià evolucionat).
- 3 raspadors frontals que només apareixen en percentatges elevats durant el gravetià.

Hi ha un grup de materials que poden considerar-se com intrusions per la tipologia i tipus de pàtina: una destral polida, un fragment proximal de lamineta amb retoc pla bilateral, un triangle... Aquests formen un conjunt força homogeni que podria relacionar-se amb el material ceràmic aparegut al jaciment veí de Bruguera. N. Soler considera el conjunt com un jaciment aurinyacià comparable al de Cal Coix (Maçanet de la Selva), probablement posterior a l'aurinyacià evolucionat de l'Arbreda i d'altres jaciments de Llagostera com Can Crispins. Així, Bruguera I i Cal Coix serien els dos únics exponents d'aquest període a Catalunya.
Inicialment, el material de Bruguera i Bruguera I era recollit conjuntament, com si es tractés d'un sol jaciment. Però s'observà que el material podia correspondre a dos grups diferenciats, de manera que se separà en els dos camps que ocupen la zona de la Bruguera Alta.